# Cyril Radcliffe
Pour les articles homonymes, voir Radcliffe.
Cyril Radcliffe (né le 30 mars 1899 à Llanychan (en) dans le Denbighshire au pays de Galles - mort le 1er avril 1977 à Hampton Lucy dans le Warwickshire en Angleterre), 1er vicomte Radcliffe, est un avocat britannique. 

## Mission sur la partition des Indes
Radcliffe est mandaté en 1947 par le Gouvernement Attlee de Londres pour définir en cinq semaines le tracé qui fait office de frontière lors de la partition des Indes le 17 août 1947. Deux jours après l'indépendance du Raj britannique, ce tracé nommé « Ligne Radcliffe », conçu sans tenir compte des complexités locales, donne naissance à l'Inde et au Pakistan, ce dernier étant composé de deux parties éloignées de 1 600 km, la deuxième devenant plus tard le Bengladesh. Les conséquences humaines de cette partition arbitraire sont tragiques : assassinats, lynchages, exil de 12 à 16 millions de personnes, les musulmans rejoignant le Pakistan, les sikhs et les hindous l'Inde, plus d'1 million d'entre elles mourant de fatigue, de faim ou de maladie lors de ce déplacement.
Conscient de ses erreurs, Radcliffe écrit après être retourné précipitamment au Royaume-Uni : « il y aura 80 millions de personnes en colère qui vont me chercher, je ne voudrai pas qu'elles me retrouvent. » Avant cette mission, il ne connaissait pas le sous-continent indien et n'y était jamais allé auparavant. Il n'y retournera plus jamais par la suite.